# Болейн, Анна
Анна Болейн (англ. Anne Boleyn, [ˈbʊlɪn, bəˈlɪn, bʊˈlɪn]; употреблялось также написание Bullen; 1507[…], Бликлинг-холл, Норфолк — 19 мая 1536, Тауэр) — вторая супруга короля Англии Генриха VIII Тюдора (с 25 января 1533 до 17 мая 1536 года), до замужества — маркиза Пембрук в собственном праве (suo jure). Мать второй правящей королевы Англии, Елизаветы I Английской.
Брак Генриха и Анны, а также её последовавшая казнь, сделали её ключевой фигурой политических и религиозных потрясений, положивших начало Реформации в Англии.

## Детство и юность (1501—1513)

### Споры о дате рождения
Из-за отсутствия приходских записей за тот период невозможно определить точную дату появления на свет Анны Болейн. Свидетельства современников разнятся, среди историков также нет единого мнения относительно этого вопроса. Один из итальянских учёных в 1600 году предположил, что она родилась в 1499 году, в то время как зять сэра Томаса Мора, Уильям Роупер, указал куда более позднюю дату — 1512 год. Что касается остальных детей четы Болейн, то и их даты рождения не поддаются чёткому определению, однако очевидно, что Мария Болейн была старше Анны. Её дети явно считали, что их мать была старшей из сестёр. Большинство историков полагает, что Мария родилась в 1499 году, что косвенно подтверждается прошением её внука к Елизавете I о присвоении ему титула графа Ормонда в 1596 году, поскольку его бабушка была старшей из детей Болейн. Джордж Болейн, брат Марии и Анны, родился около 1504 года.

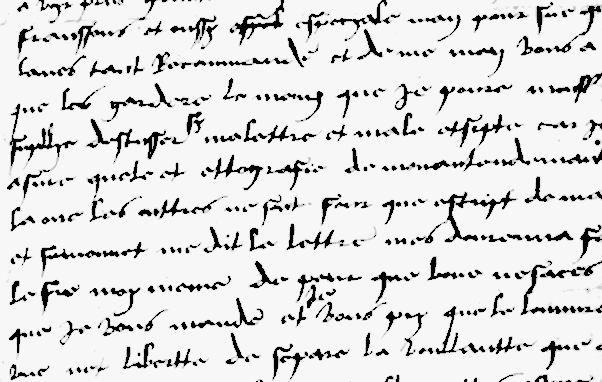
Фрагмент сохранившегося письма Анны Болейн

Среди исследователей нет единства относительно года рождения Анны Болейн. Тем не менее внимание историков сосредоточено на двух наиболее вероятных датах — 1501 и 1507 годы. Эрик Айвз, британский историк и биограф Анны, склоняется к тому, что она родилась примерно в 1501 году, и, напротив, американка Рета Уорник, также опубликовавшая труд об Анне Болейн, предпочитает 1507 год, как и другой её коллега Гарет Рассел. Камнем преткновения является сохранившееся письмо Анны, написанное ею приблизительно в 1514 году. Оно на французском и адресовано её отцу, Томасу Болейну, на тот момент жившему в Англии, в то время как сама она находилась в Мехелене при дворе Маргариты Австрийской. Айвз утверждает, что стиль письма на неродном для Анны языке и сформировавшийся почерк — убедительное доказательство того, что ей тогда было около тринадцати лет. Кроме того, это был минимальный возраст девочек, принимаемых в свиту Маргариты в качестве фрейлин. Это подтверждается замечанием одного из хронистов конца XVI столетия, упоминавшего, что Анне было двадцать, когда она вернулась из Франции.
Уорник оспаривает эти доводы, заявляя, что многочисленные орфографические и грамматические ошибки указывают на то, что письмо написано ребёнком, а также отмечает, что в переписке с Томасом Болейном Маргарита Австрийская, упоминая об Анне, называет её «la petite Boulain (sic)» — «маленькая Булен». Будь Анна достаточно взрослой для должности фрейлины, Маргарита вряд ли подчеркнула бы её возраст. Кроме того, в то время в свите Маргариты была ещё одна девочка примерно одних лет с Анной Болейн — старшая дочь Чарльза, виконта Лайла, Анна Брэндон, родившаяся приблизительно в 1507 (или в 1506) году.
Существуют ещё два независимых относящихся к той эпохе источника, указывающих в качестве даты рождения Анны 1507 год. Один из них — это мемуары Джейн Дормер, герцогини Фериа, бывшей фрейлины и подруги Марии I Тюдор, написанные незадолго до её смерти в 1612 году, в которых об Анне Болейн сказано, что «её признали виновной и осудили на смерть, когда ей не было ещё и двадцати девяти лет от роду». Второй источник — запись на полях альманаха Уильяма Кэмдена, о том что «Anne Bolena nata M.D. VII», то есть Анна Болейн родилась в 1507 году. Кэмден писал историю правления королевы Елизаветы I, и у него был доступ к личным бумагам Уильяма Сесила и государственному архиву.

### Семья и ранние годы
Анна Болейн родилась в семье сэра Томаса Болейна (впоследствии графа Уилтшира и Ормонда) и леди Элизабет Говард. Томас Болейн был одарённым дипломатом, владевшим несколькими иностранными языками, что позволило ему добиться благосклонности короля Генриха VIII Тюдора, неоднократно отправлявшего его с дипломатическими миссиями за границу. Элизабет Говард, происходившая из старинного аристократического рода, состояла в свите двух королев, Елизаветы Йоркской и Екатерины Арагонской.
И Говарды, и Болейны были потомками короля Эдуарда I Плантагенета, однако восхождение последних к статусу знати началось примерно с середины XV столетия, когда прадед Анны, сэр Джеффри Болейн, перебравшись из Сола, графство Норфолк, в Лондон, разбогател на торговле и женился на дочери лорда Хоо и Гастингса. Сам Джеффри вёл свою родословную от мелких землевладельцев и фермеров, обитавших в Соле ещё с середины XIII века. Доступ Болейнов в круг титулованного дворянства стал возможным благодаря успешной коммерческой деятельности и выгодным брачным союзам. Второй сын и наследник сэра Джеффри, Уильям, сделал не менее впечатляющую партию, взяв в жёны богатую наследницу из ирландского рода Батлеров, леди Маргарет, дочь Томаса, графа Ормонда. Их старший сын Томас последовал этой семейной традиции, женившись приблизительно в 1498 году на леди Элизабет, дочери Томаса Говарда, графа Суррея (позднее 2-го герцога Норфолка) и Элизабет Тилни.
Болейны проживали в своём родовом поместье Бликлинг-холл, графство Норфолк (Восточная Англия), в 15 милях (24 км) от Нориджа. К моменту рождения Анны семейство Болейнов считалось одним из самых уважаемых в среде английской знати. Согласно Эрику Айвзу, она, безусловно, была куда более благородного происхождения, нежели Джейн Сеймур, Кэтрин Говард и Катарина Парр, три другие жены-англичанки Генриха VIII.
Детство Анна, её сестра и братья провели в замке Хивер, графство Кент. Её начальное образование было типичным для женщин её сословия. В 1512 году Томас Болейн по поручению Генриха VIII отправился с дипломатической миссией в Брюссель. Он произвёл благоприятное впечатление на регента Маргариту Австрийскую, дочь Максимилиана I, императора Священной Римской Империи, и та не отказала ему в просьбе принять к себе в свиту его дочь Анну. В 1513 году Анна прибыла ко двору Маргариты, и та, невзирая на её юный возраст (на тот момент младше 12 лет), была очарована талантами la petite Boulain. Её дальнейшее обучение включало арифметику, фамильную генеалогию, грамматику, историю, чтение, правописание, а также управление домашним хозяйством, рукоделие, уроки иностранных языков, танцев, пения, музыки и хороших манер. Как и любая девушка из благородной семьи, она училась верховой езде, стрельбе из лука, охоте, игре в карты, шахматы и кости.

### Внешность

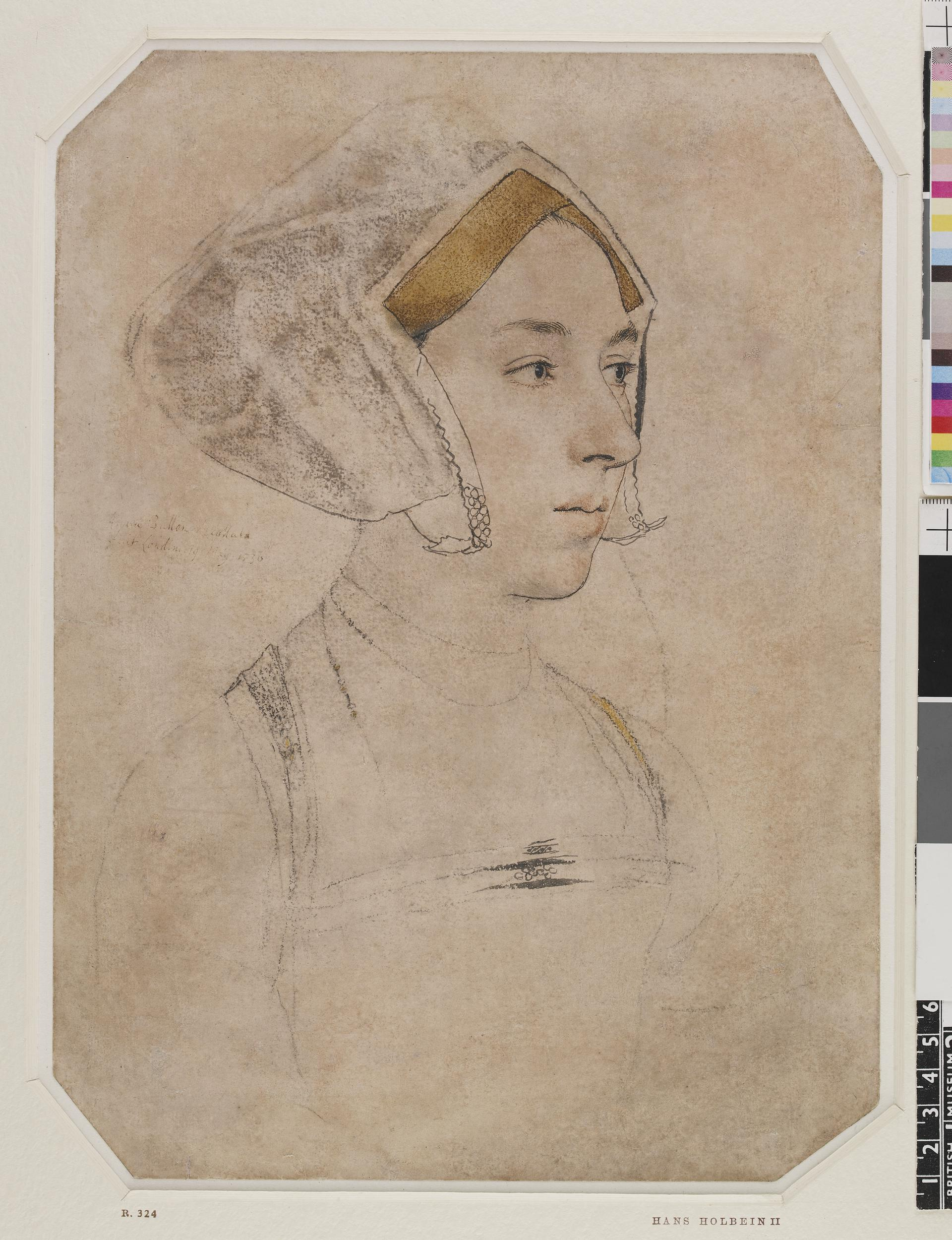
Рисунок работы Ганса Гольбейна-младшего, на котором, предположительно, изображена Анна Болейн

При описании внешности Анны Болейн очевидцы отмечали её огромную притягательность для окружающих, но суждения о её привлекательности разнятся. Она не считалась красавицей в соответствии со стандартами красоты своего времени, когда предпочтение отдавалось светловолосым и голубоглазым женщинам. Анна была смуглой и темноглазой, с густыми тёмными волосами. По мнению Джона Барлоу, одного из капелланов Томаса Болейна, она была куда менее красива, чем её сестра Мария или любовница короля Бесси Блаунт, но вместе с тем «весьма красноречива и любезна, и довольно привлекательна». Венецианский мемуарист Марино Санудо, видевший Анну в Кале в октябре 1532 года при встрече Генриха VIII и Франциска I, назвал её «не самой прекрасной женщиной в мире; у неё среднее телосложение, смуглая кожа, длинная шея, широкий рот, невысокая грудь, красивые тёмные глаза». Французский поэт Ланселот де Карль отозвался о ней как о «красавице с превосходной фигурой и глазами ещё более привлекательными», добавив, что «по её манерам и поведению вы бы никогда не приняли её за англичанку, она казалась урождённой француженкой». В письме, полученном Мартином Буцером от Симона Грине в сентябре 1531 года, Анна была описана как «молода, хороша собой, смугла».
Наиболее впечатляющее, но при этом и наименее надёжное описание Анны принадлежит английскому католическому пропагандисту и полемисту Николасу Сандерсу, написавшему в 1585 году, спустя почти полвека после её смерти: «Анна Болейн была довольно высокого роста, с черными волосами, овальным лицом землистого цвета, будто после „желтухи“. Говорят, под верхней губой у неё был выступающий зуб, а на правой руке шесть пальцев. Под подбородком у неё проступала „волосяная киста“, поэтому, чтобы скрыть дефект, она носила платье с высоким воротником… Она была привлекательна, с красивыми губами».
Ярый католик Сандерс считал Анну ответственной за отказ Генриха VIII от католической церкви, поэтому подобное описание внешности могло преследовать цель «демонизации» образа. Эрик Айвз называет это явление «легендой о монстре» Анне Болейн. Несмотря на то, что детали вроде лишнего пальца или утолщения на шее были выдумкой и появились спустя несколько десятков лет после её смерти, они легли в основу последующих ссылок на внешность Анны даже в современных изданиях. Так, писатель Джордж Уайатт, беседовавший с бывшей фрейлиной Анны о ней, в своих записях от 1590 года отмечал, что у неё «из-под ногтя на одном из пальцев чуть приметно выглядывал ещё один ноготь» и упоминал ещё несколько родинок, «какие бывают и на самой чистой коже». Однако имперский посол Эсташ Шапюи, хорошо знавший Анну и не испытывавший к ней никакой симпатии, в своих донесениях не упоминал о подобных недостатках в её внешности.

## При французском королевском дворе (1514—1521)
В связи со сменой политической обстановки и заключением союза с Францией, в 1514 году Томас Болейн организовал переезд Анны в Париж, где она вместе со старшей сестрой Марией была зачислена в свиту принцессы Марии Тюдор, сестры короля Генриха VIII, которая в октябре 1514 года должна была выйти замуж за короля Франции Людовика XII. В 1515 году Людовик XII умер, и вдовствующая королева Мария Тюдор вернулась в Англию, однако Анна Болейн ещё около 7 лет жила и служила при французском дворе короля Франциска I в качестве фрейлины королевы Франции Клод Французской, старшей дочери Людовика XII и Анны Бретонской. При дворе королевы Клод Анна завершила своё образование, изучая французский язык, французскую культуру, танцы, этикет, игру на музыкальных инструментах, проявляя интерес к искусству, моде, литературе, музыке, поэзии, философии религии и постигая тонкости великосветского флирта.
Существует мнение, что Анна могла быть знакома с сестрой короля Франциска I — Маргаритой Наваррской, покровительницей поэтов, ученых и гуманистов эпохи Возрождения. Вероятно, что сама Маргарита или её окружение могли оказать влияние на интерес Анны к поэзии, литературе и реформаторским идеям в религии. Пребывание во Франции сделало Анну набожной христианкой в новой традиции гуманистических идей Возрождения. Анна недостаточно знала латынь, поэтому, обучаясь при французском дворе и находясь под влиянием евангелистских текстов французского гуманизма, она отстаивала необходимость Библии на национальном языке. Несмотря на свою реформаторскую позицию по отношению к папству, развращающему коррупцией христианство, её консервативные религиозные убеждения проявляются, например, в преданности Деве Марии. Спустя годы Анна привнесёт новые тенденции в жизнь придворных при английском дворе Генриха VIII и окажет определённое влияние на отношения короля с папством.
В 1520 году после неудачных переговоров Генриха VIII с Франциском I отношения двух стран испортились, в январе 1522 Анна отплыла из Кале, вызванная отцом в Англию.

## При дворе Генриха VIII (1522—1525)

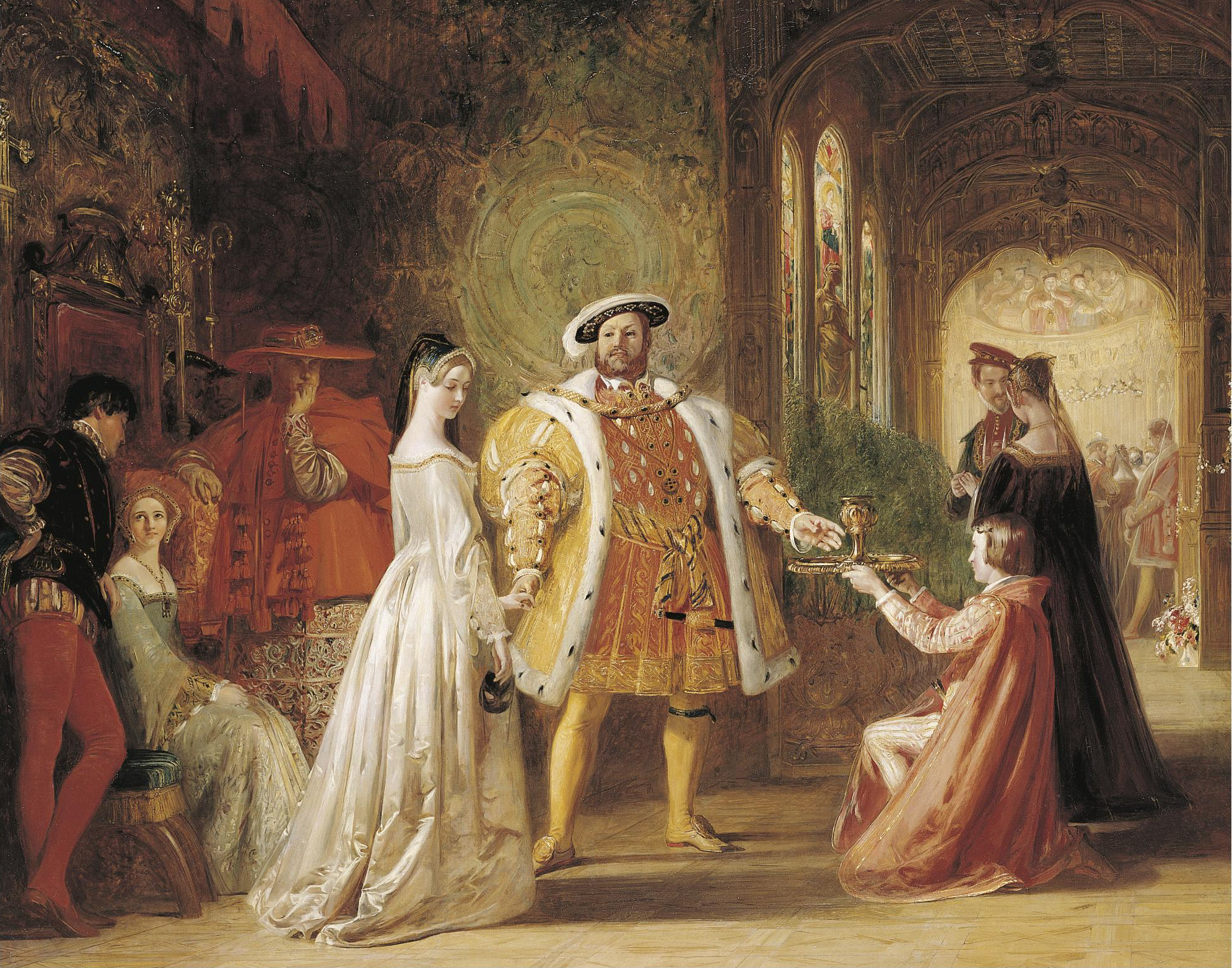
«Первая встреча Генриха VIII с Анной Болейн». Худ. Дэниел Маклайз (1836)

В попытке урегулировать спор из-за титула графа Ормонда Анну вызвали в Англию, чтобы выдать замуж за ирландского кузена по линии отца — Джеймса Батлера, 9-го графа Ормонда, молодого человека на несколько лет старше Анны, жившего при английском дворе. Томас Батлер, 7-й граф Ормонд, умер в 1515 году, оставив своих дочерей Маргарет Болейн и Анну Сент-Леджер сонаследницами. В Ирландии прапраправнук 3-го графа Ормонда сэр Пирс Батлер (1467—1539) оспорил завещание, объявив себя графом Ормондом и захватив ирландские владения Батлеров. Томас Болейн считал, что титул графа должен был перейти к нему, как к старшему сыну старшей из дочерей Томаса Батлера, в связи с чем обратился с жалобой к Томасу Говарду, 3-му герцогу Норфолку, а тот, в свою очередь, к королю Генриху VIII. Король не желал недовольства в Ирландии из-за спора дворян и предложил решить вопрос путём заключения брака Анны Болейн с сыном Пирса Батлера — Джеймсом Батлером. План окончился неудачей: может быть, сэр Томас желал для дочери более удачной партии, может быть, мечтал приобрести титул себе, а может — Анна сама противилась браку по расчёту. Вне зависимости от причин, переговоры о помолвке были прекращены.
Дебют Анны при дворе Генриха VIII состоялся на празднествах в честь испанских послов 4 марта 1522 года во дворце Йорк-Плейс в маскарадном представлении Chateau Vert (с фр. — «Зелёный замок»), где Анна исполняла роль «Упорства» (англ. Perseverance). В платьях из белого атласа с золотыми лентами Анна, её сестра Мария Болейн, младшая сестра короля Мария Тюдор и другие придворные дамы исполнили танец. Анна быстро снискала популярность при дворе; придворные отмечали изысканность её одеяний, приятный голос, лёгкость в исполнении танца, свободное знание французского языка, хорошее исполнение на лютне и других музыкальных инструментах, энергичность и жизнерадостность. Некоторые отмечали, что Анна наслаждалась окружавшим её вниманием со стороны поклонников, но держалась холодно, опасаясь участи родной сестры Марии Болейн, которая, по слухам, имела интимную связь с королём Франциском I и рядом придворных французского двора, а по возвращении ко двору Англии стала любовницей короля Генриха VIII.

### Анна и король (1525—1533)
На момент встречи со своей будущей возлюбленной в 1522 году Генрих VIII был женат на Екатерине Арагонской, родившей королю единственного выжившего ребёнка Марию (будущая королева Англии Мария I, известная как Мария Кровавая), и состоял в отношениях с любовницами: Бесси Блаунт и Марией Болейн.
Не получив в браке с королевой долгожданного наследника мужского пола, Генрих VIII охладел к разочаровавшей его супруге, отношения с постоянными фаворитками наскучили. Встретив Анну, король увлекся молодой, умной и грациозной девушкой, которая, впрочем, принимала внимание короля со сдержанностью.
Специалисты по истории музыки считают, что текст баллады «Зелёные рукава» (Greensleeves) принадлежит перу влюблённого короля. Неизвестно, действительно ли эти строки сочинил Генрих VIII, но красивую легенду берегут, — и принято считать, что прекрасная незнакомка в зелёном платье и есть леди Анна Болейн.
В этот же период за Анной ухаживал молодой Генри Перси, сын графа Нортумберленда, что привело к тайной помолвке приблизительно в 1523 году, несмотря на то, что Генри была обещана в жены Мэри Толбот, дочь Джорджа Толбота, 4-го графа Шрусбери. По заявлению английского писателя Джорджа Кавендиша, отношения в паре были исключительно платоническими. Не без влияния короля отец Генри Перси разорвал помолвку и спешно женил сына на Мэри Толбот, Анну отослали от двора в родовое поместье — замок Хивер.
Предположительно в период с 1523 по 1525 год Анна познакомилась и получила расположение Томаса Уайетта, одного из известнейших поэтов эпохи правления Тюдоров, который к 1525 году из-за измены рассорился с женой Элизабет Брук (дочерью Томаса Брука, 8-го барона Кобэма) и жил отдельно.

Эмануэль Лойце - Ухаживание за Анной Болейн (1846). Смитсоновский музей американского искусства

Возвращение Анны ко двору произошло только в 1526 году (некоторые источники называют 1525 год) в составе свиты Екатерины Арагонской. Возобновившиеся ухаживания короля Анна принимала без особого восторга: ей претила судьба фаворитки. Анна с удовольствием составляла компанию образованному и талантливому королю, но вступать с ним в связь в статусе «наложницы» не собиралась. Некоторые считают, что король пышными ухаживаниями и вниманием, безусловно, предпринимал попытки соблазнить девушку, но та отказывалась стать его любовницей.
Будучи влюблённым в Анну и страстно желая наследника, Генрих VIII в конечном итоге решился предложить Анне стать законной женой и королевой Англии, и она согласилась. Несмотря на почти семилетние отношения до брака в 1533 году, по-прежнему нет свидетельств, что Анна и король вступали в интимные отношения — напротив, любовные письма короля предполагают, что практически весь период до брака они не вступали в половую связь.
Обладая огромным влиянием на короля, Анна стала вмешиваться в государственные дела, принимала иностранных послов и дипломатов, присутствовала вместе с королём на официальных мероприятиях, представляла петиции. Посол из Милана писал в 1531 году, что для влияния на английский парламент необходимо было её одобрение, что также подтверждали послы Франции ещё в 1529 году. Анна играла важную роль в международном положении Англии, укрепляя союз с Францией, к которой относилась благосклонно. У неё сложились отличные отношения с французским послом Жилем де ла Поммерэ; вместе с Генрихом VIII она принимала участие во встрече с Франциском I в Кале осенью 1532 года, где король Генрих VIII пытался снискать поддержку короля Франции для вступления в новый брак.
1 сентября 1532 года Генрих наделил Анну титулом маркизы Пембрук по собственному праву, соответствующему будущей королеве; по уровню титула Анна стала знатнее прочих дворян, среди остальных трёх герцогов и двух маркизов в 1532 году были зять короля Чарльз Брэндон, незаконнорождённый сын короля и Бесси Блаунт Генри Фицрой и другие родственники королевской семьи. Титул маркизов Пембрук и их земли ранее принадлежали родному брату деда Генриха VIII — Джасперу Тюдору, но после его смерти без наследников в 1495 году вернулись в распоряжение короны.
Положение Анны и любовь короля приносила выгоды её семье и приближенным. Отец Анны, Томас Болейн, уже к тому времени бывший виконтом Рочфордом, в 1529 получил титул графа Уилтшира. При вмешательстве Анны её овдовевшая сестра Мария Болейн получила ежегодную выплату содержания в размере 100 фунтов, а её сын, Генри Кэри (будущий 1-й барон Хансдон), смог обучаться в престижном цистерцианском монастыре за счёт короны. За содействие разрешению развода для короля и не без влияния Анны Томас Уайетт был назначен маршалом Кале с 1528 по 1532 года, в 1535 произведен в рыцари.

### «Великое дело короля»

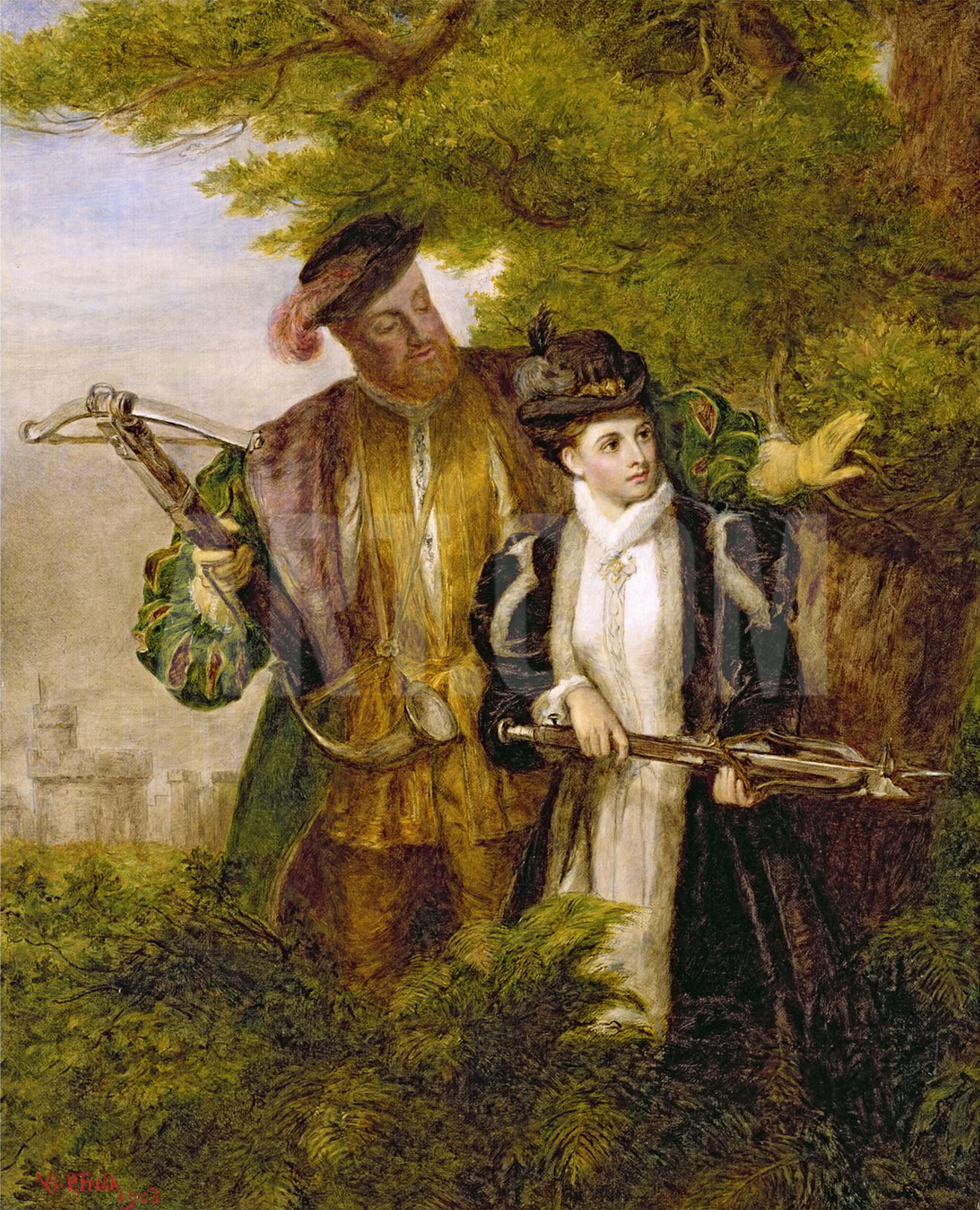
Генрих VIII и Анна Болейн на охоте в Виндзорском лесу. Картина У. П. Фрайта, 1903 год

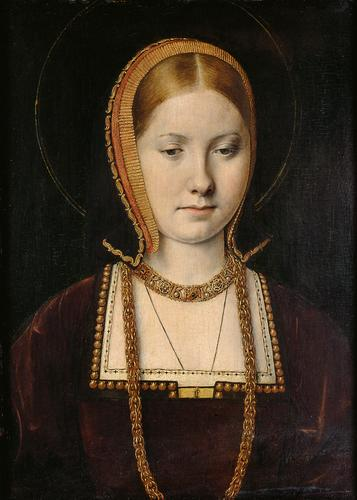
Екатерина Арагонская. Портрет работы Михеля Зиттова, ок. 1503—1504 годов

Получив от Анны согласие стать его женой, Генрих VIII начал поиски решения для расторжения брака с Екатериной Арагонской. Вполне вероятно, что идея аннулирования брака (не развода в современном понимании) пришла Генриху намного раньше встречи с Анной и была мотивирована его желанием иметь наследника для обеспечения устойчивости и легитимности династии Тюдоров на троне Англии. До восшествия Генриха VII Тюдора на трон Англия была охвачена гражданской войной Алой и Белой розы на почве династических конфликтов различных аристократических домов, претендовавших на корону, поэтому Генрих VIII хотел избежать любой неопределённости в преемственности правящей династии.
Екатерина Арагонская, дочь основателей испанского государства Фердинанда II Арагонского и Изабеллы Кастильской, пользовавшихся неоспоримым влиянием в Европе, первоначально была предназначена в жёны старшему сыну Генриха VII — Артуру Тюдору, принцу Уэльскому. 14 ноября 1501 года состоялось венчание Артура и Екатерины, получившей титул принцессы Уэльской. Династический брак должен был укрепить права Тюдоров на престол и объединить силы Англии и Испании против Франции.
Спустя 4 месяца после свадьбы Артур тяжело заболел и 2 апреля 1502 года скончался, предположительно от потницы. В целях сохранения союзнических и дипломатических связей Испания предложила обручить Екатерину с младшим сыном короля — принцем Генрихом. По каноническому праву Генрих и Екатерина считались близкими родственниками, но на основании утверждений Екатерины о её девственности разрешение на брак от папы Юлия II было получено.
Брак Екатерины и Генриха VIII был заключён в 1509 году. За 18 лет совместного проживания Екатерина не смогла родить наследника — все дети, кроме Марии, умерли в младенчестве. Это ещё больше убеждало короля в «небогоугодности» данного брака и необходимости его аннулирования для женитьбы на Анне Болейн.
Поручение уладить «личное дело короля» (англ. The King’s Great Matter) и добиться разрешения Ватикана на аннулирование брака с Екатериной было поручено кардиналу Томасу Уолси. Тем не менее, король в 1527 году отправил Уильяма Найта с самостоятельным прошением к папе Клименту VII дать разрешение на аннулирование брака, поскольку решение папы Юлия II было выдано на основании заведомо недостоверных данных.
17 мая 1527 года состоялось первое тайное судебное заседание, на котором в присутствии архиепископа Кентерберийского были представлены аргументы в пользу аннулирования брака. Уолси надеялся, что ему как папскому легату удастся быстро завершить процесс, но присяжные сочли необходимым проведение богословской экспертизы, что откладывало рассмотрение.
В июне 1527 года стало известно, что император Карл V, племянник Екатерины, захватил Рим, а папа римский Климент VII является его пленником, что поставило под сомнение возможность удовлетворения ходатайства Генриха VIII. Уильям Найт вернулся с условным устным согласием рассматривать дело, которое кардинал Уолси счёл технически неисполнимым.
Королева Екатерина на просьбу Генриха VIII добровольно согласиться на аннулирование брака и удалиться в монастырь ответила безоговорочным отказом, поскольку это означало бы потерю титула, чести и достоинства законной супруги, признание сожительства греховным, а Марию, рождённую от этого союза, — бастардом.
Обстановка в Европе накалялась, и католическая церковь не спешила с решением по делу английского короля. Попытки кардинала Уолси убедить Климента VII отменить брачное разрешение папы Юлия II и позволить Генриху взять другую жену оказались безрезультатны, несмотря на то, что Уолси всё-таки добился созыва церковного суда в Англии с особым посланником папы — кардиналом Лоренцо Кампеджо. Папа римский оставался заложником Карла V, а Кампеджо не обладал правом принятия решения, поэтому Ватикан создавал видимость процесса и затягивал его рассмотрение по формальным причинам.
В 1528 году разразилась эпидемия английского пота («потница»). В связи с высокой смертностью и огромными потерями населения суд был приостановлен, Анна вернулась в родовой замок Болейнов — Хивер, Генрих VIII покинул Лондон, сменяя резиденции. От болезни умер муж Марии Болейн — Уильям Кэри, сама Анна тяжело заболела и чудом осталась жива под надзором личного врача короля. Несмотря на все усилия Уолси и прошение короля, Святой Престол в 1529 году запретил королю организовывать новый брак до вынесения решения по его делу в Риме, поскольку суд в Англии не имел соответствующих полномочий.
Убеждённые, что Уолси предан скорее папе римскому, нежели Англии, Анна и прочие противники Уолси обеспечили его отставку с должностей в 1529 году. Генрих VIII в конечном итоге санкционировал арест Уолси по обвинению в превышении полномочий против интересов короны (praemunire). Если бы не смерть Уолси в 1530 году из-за болезни, его могли бы казнить за измену.

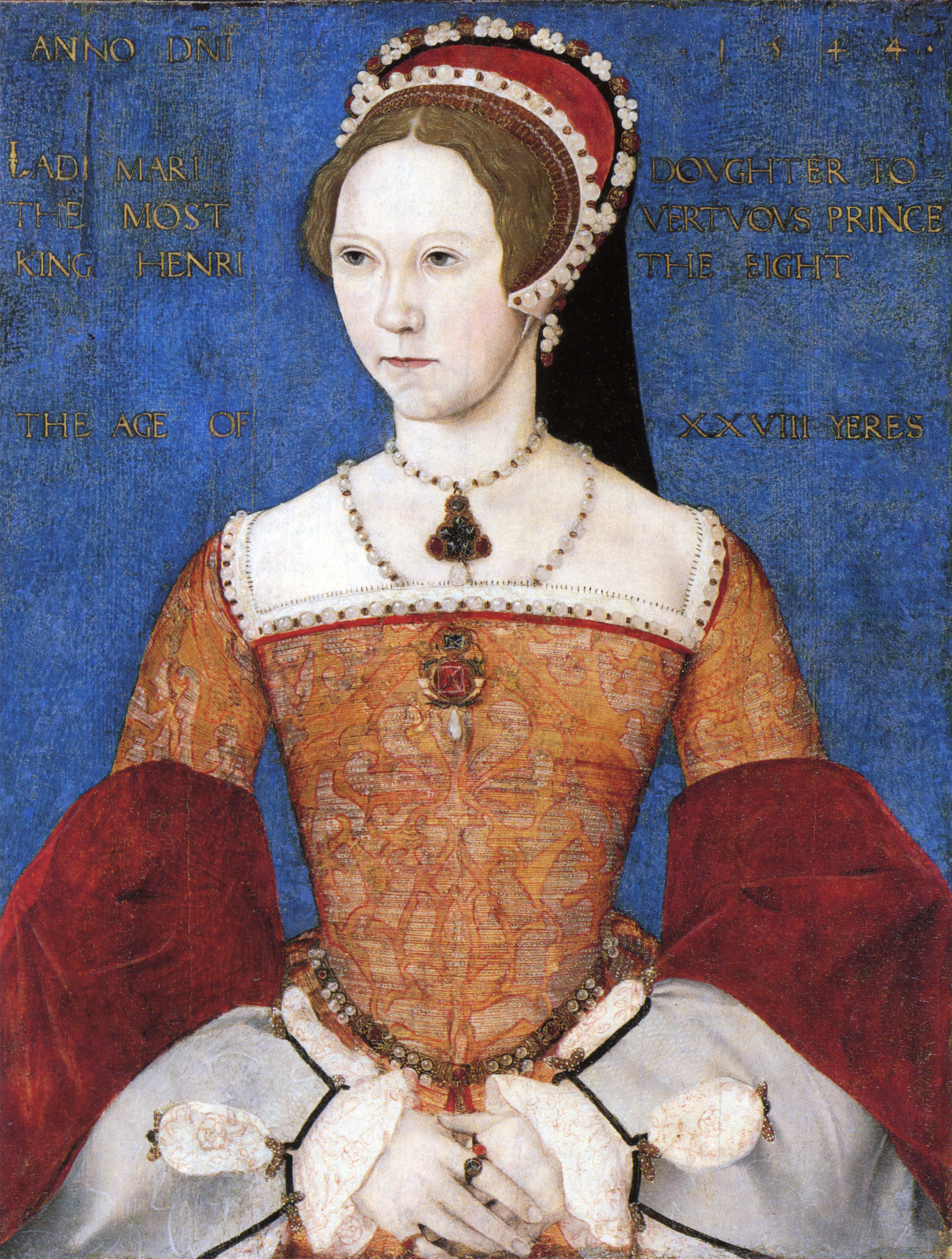
Принцесса Мария, дочь Генриха VIII и Екатерины Арагонской

Поскольку папа Климент VII решительно отказал в разводе Генриха с Екатериной Арагонской, король перенёс дело о разводе в гражданский суд (суд ученых европейских университетов; таким образом был сделан первый шаг к отходу Англии от власти папы римского). 21 июня 1529 года начался суд над королевой, не пожелавшей покидать трон: её громогласно обвинили в супружеской неверности, так как она, будучи вдовой одного брата, вышла замуж за другого, что ей предъявлялось как вина в кровосмесительстве. Судебные заседания продолжались долго, их было несколько. Несмотря на общественную поддержку королевы, в 1531 году Екатерина Арагонская была отослана со двора, её покои предоставили Анне. На место Уолси первым советником короля был назначен Томас Кромвель, приверженец реформации церкви, которому также было поручено найти способ совершить скорейшее аннулирование брака. Томас Кромвель убедил короля в идее необходимости освободиться от папского влияния, что решило бы его личную ситуацию и, по мнению Кромвеля, усилило бы его влияние как монарха. Доподлинно неизвестно, поддерживала ли Анна идеи Реформации церкви и господства государя над церковью из личных побуждений, ведь освобождение от верховенства Святого престола открывало ей дорогу к короне и браку с Генрихом, или данное направление отвечало её внутренним личным убеждениям. Согласно некоторым источникам, Анна принесла Генриху VIII еретический памфлет — возможно, «Послушание христианина» (The Obedience of a Christian Man) Уильяма Тиндейла или «Мольбу нищих» (Supplication for Beggars) Саймона Фиша, взывавших к монарху с просьбой обуздать злые деяния католической церкви.
В 1532 году, после смерти архиепископа Кентерберийского Уильяма Уорхэма, на его место был назначен лояльный к семье Болейн и Томасу Кромвелю Томас Кранмер. В этом же году Томас Кромвель по поручению короля представил парламенту ряд актов, согласно которым духовенство несло ответственность за выполнение поручений папы римского в ущерб интересам короны (praemunire), что по сути означало признание превосходства власти короля над Святым престолом и разрыв с Римом. Некоторым английским епископам было предъявлено обвинение в измене по ранее «мертвой» статье — обращению для суда не к королю, а к чужеземному властителю. После этих действий Томас Мор ушел в отставку с должности канцлера, оставив Кромвеля единственным советником Генриха.
В 1532 году Генрих и Анна тайно обвенчались, после чего Анна осчастливила короля новостью о своей беременности. Для легитимности брака 25 января 1533 года в Лондоне состоялась вторая церемония венчания. 23 мая 1533 года Томас Кранмер провозгласил предыдущий брак короля незаконным и аннулированным, а 28 мая Кранмер объявил брак Генриха VIII и Анны законным.
Отвергнутая королева Екатерина была лишена титула королевы Англии, несколько лет прожила в уединении и скончалась в 1536 году. До конца своих дней она отказывалась признавать незаконность своего брака с королём.

## Королева Англии (1533—1536)

### Коронация Анны и рождение Елизаветы

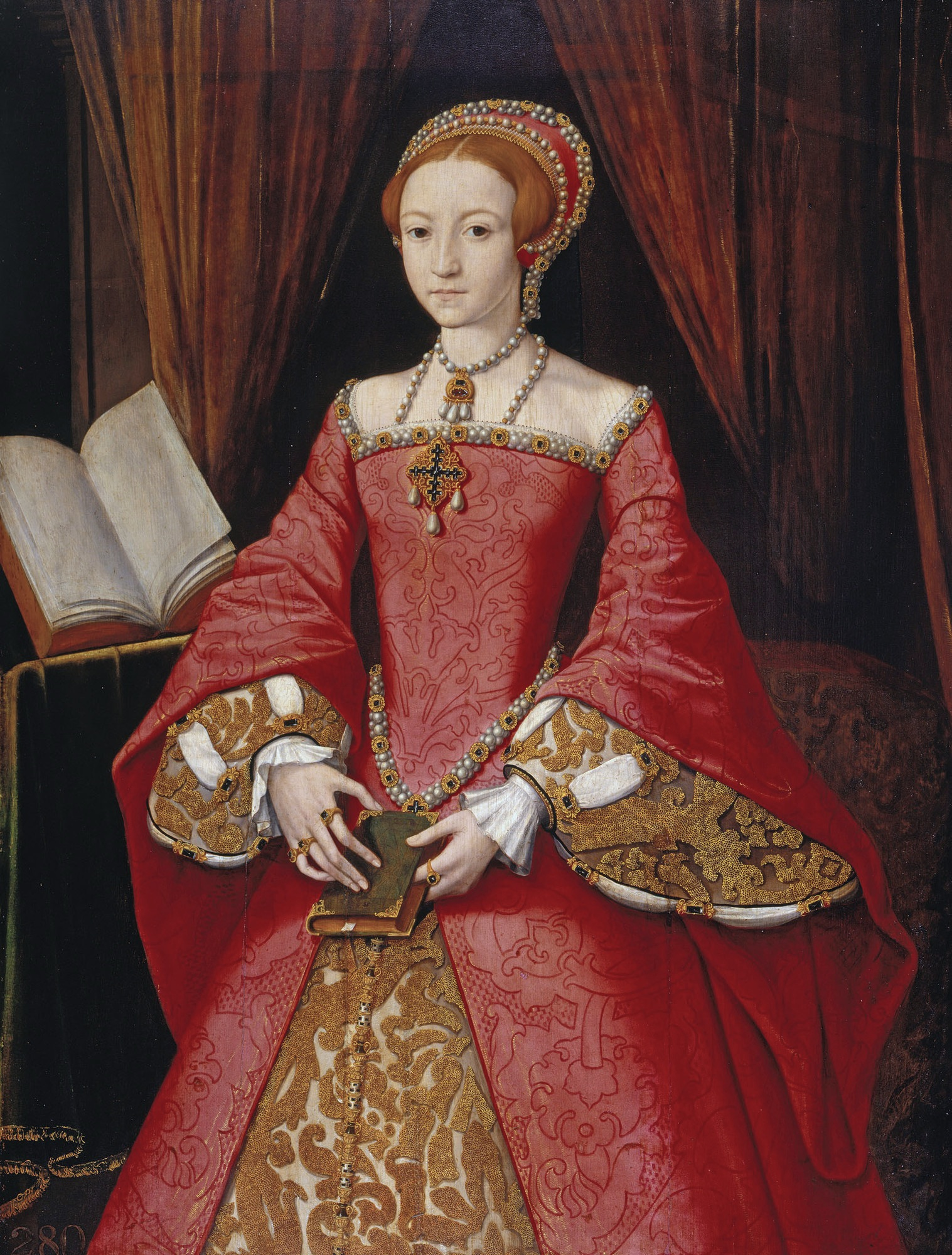
Елизавета, дочь Генриха и Анны Болейн, будущая королева Елизавета I

Накануне Анна участвовала в торжественной процессии по улицам Лондона, сидя в паланкине, отделанном белой тканью с золотом и опиравшемся на двух верховых лошадей, до земли облаченных в белую дамастовую ткань, а бароны Пяти портов держали над её головой балдахин из золотой парчи. По словам хрониста Эдварда Холла, согласно традиции Анна была одета в белое одеяние, голову украшал золотой венец, длинные тёмные волосы были распущены. Общественность встречала будущую королеву сдержанно.
Анна Болейн была коронована в качестве королевы-консорта 1 июня 1533 года в Вестминстерском аббатстве. Она была последней королевой-консортом Англии, коронованной отдельно от супруга. В отличие от других королев-консортов Анна была коронована короной Святого Эдуарда, которой ранее короновали только монархов. Историк Элис Хант предполагает, что это было сделано намеренно, поскольку беременность Анны уже была заметна, и предполагалось, что она носит наследного принца.
В ответ на женитьбу короля и коронацию Анны папа римский Климент VII 11 июля 1533 отлучил короля от церкви.
После коронации Анна уединилась в любимой резиденции короля в Гринвиче для подготовки к рождению первенца. 7 сентября 1533 года между тремя и четырьмя часами после полудня Анна родила дочь, наречённую при крещении Елизаветой, по всей вероятности, в честь одной из её бабушек — Элизабет Говард или Елизаветы Йоркской. Рождение дочери стало серьёзным разочарованием для родителей, ожидавших сына. Почти все придворные врачи и астрологи предсказали рождение сына, король Франции должен был стать крёстным. Традиционный турнир в честь рождения наследника был отменён.
Анна опасалась за положение новорождённой дочери в связи с возможными притязаниями Марии Тюдор, которая после признания брака её матери с королём аннулированным была лишена статуса принцессы и признана бастардом. Генрих VIII внял опасениям супруги, лишив Марию свиты и отослав Елизавету в Хэтфилд-хаус с собственным двором.
Новая королева обладала намного большей по численности свитой, нежели Екатерина. Более 250 слуг обслуживали её личные потребности, начиная от священников до смотрителей конюшен. Более 60 фрейлин прислуживали королеве и сопровождали её на социальные мероприятия. Она наняла несколько личных священников, капелланов и духовных советников. Одним из них был Мэттью Паркер, в будущем ставший основоположником англиканства при правлении дочери Анны — королевы Елизаветы I.
В 1534 году Рим выпустил папскую буллу о действительности брака короля с Екатериной и приказом Генриху VIII вернуться к законной супруге. В ответ на буллу в марте 1534 года парламент утвердил Первый акт о престолонаследии, согласно которому подтверждалось верховенство короля над церковью, принцесса Мария, рождённая в греховном сожительстве Генриха с Екатериной Арагонской, объявлялась незаконнорождённой, а наследницей престола становилась Елизавета, дочь Анны Болейн, единственно законной королевы. Генрих потребовал от подданных признания документа; всех, кто отказался — в частности, сэра Томаса Мора, Джона Фишера (епископа Рочестерского) и других — заключили в Тауэр за измену и казнили.
Чуть позже в 1534 году парламент принял «Акт о супрематии» (англ. Act of Supremacy), по которому Генрих был провозглашён главой Церкви Англии. Разрыв с Римом был завершён.
До и после восшествия на престол Анна поддерживала и покровительствовала евангелистам и тем, кто готов был развивать идеи Уильма Тиндейла. Одному из протестантских реформаторов, Мэттью Паркеру, она доверила заботу о дочери перед своей смертью.

### В ожидании сына
В 1534 году Анна снова забеременела. Король ждал наследника и осыпал любимую подарками. Анна Болейн тратила огромные средства на платья, драгоценности, шляпки, снаряжение для верховой езды, лошадей, мебель и прочее. Множество резиденций были обновлены, чтобы соответствовать её и Генриха вкусам. Ближе к концу 1534 года у Анны случается выкидыш. Напряжение между супругами нарастает, Генрих начинает обсуждать с приближенными возможность развода. Но после периода отчуждения он снова возвращается к Анне, супруги проводят вместе лето 1535 года, к осени 1535 года Анна объявляет о том, что носит дитя.
Обстановка в стране ухудшается, Генрих VIII прибегает к жесткой тирании, в которой часто обвиняют Анну. Общественное мнение порицает королеву за невозможность дать королю наследника.

## Падение и казнь (1536)

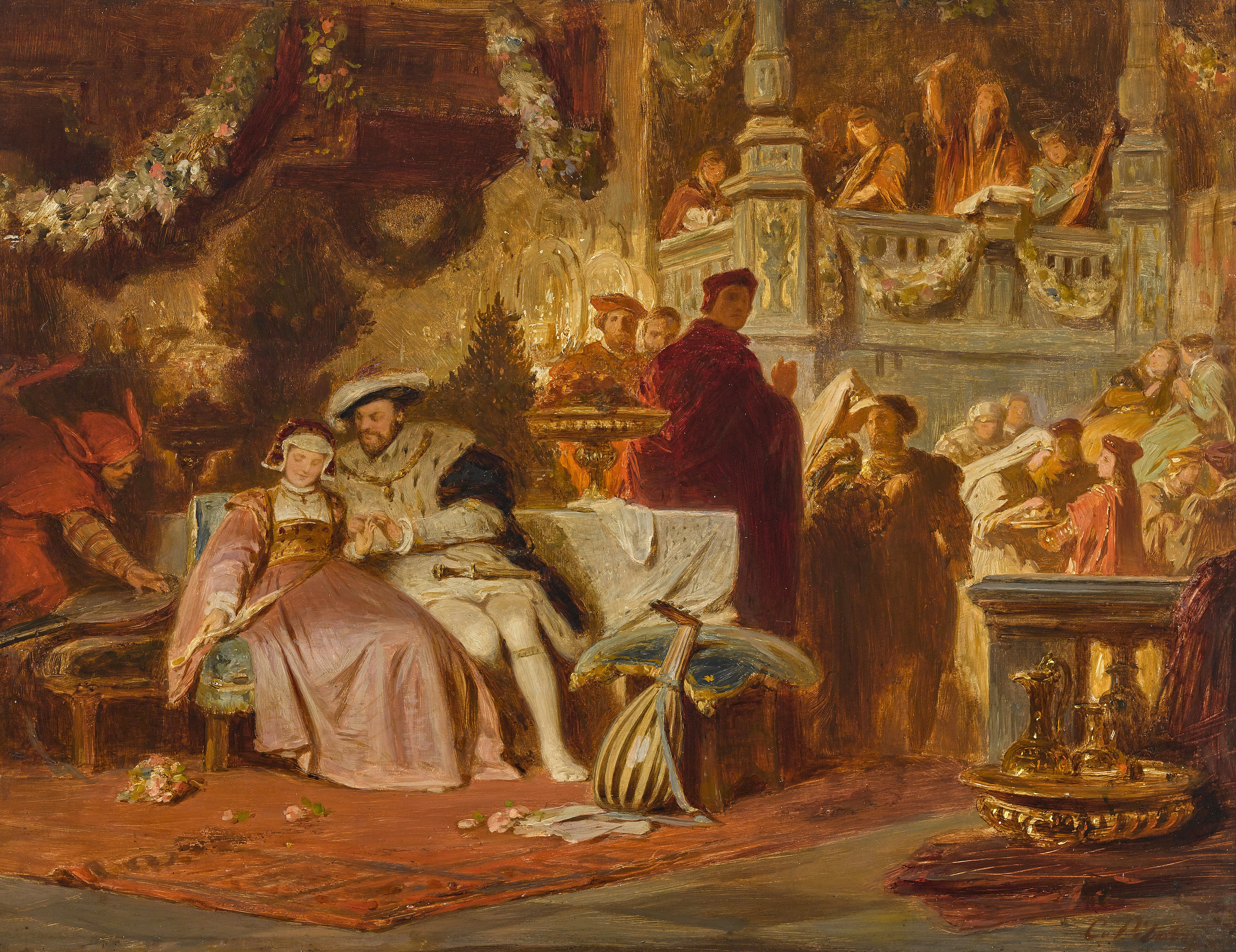
Генрих VIII и Анна Болейн. Худ. Карл Теодор фон Пилоти, 1872 год

8 января 1536 года приходит весть о смерти Екатерины Арагонской. Следующим же днём Анна и Генрих VIII облачаются в жёлтые одежды (в Англии жёлтый цвет является цветом радости и празднеств, а в Испании, на родине Екатерины, — цветом скорби, в дополнение к чёрному). Вполне вероятно, что королевская чета желала таким образом выразить соболезнования.
Несмотря на беременность, королева прекрасно осознавала опасность своего положения, если ей не удастся родить королю сына. После смерти Екатерины Генрих сможет снова жениться, уже без риска признания брака спорным. К тому же в это время Генрих VIII начал оказывать излишнее внимание фрейлине королевы Джейн Сеймур.
В день захоронения Екатерины Арагонской в соборе Питерборо у Анны произошёл выкидыш. Возможно, причиной этого стало то, что она сильно переживала за супруга, который за пять дней до этого на турнире упал с лошади и в течение нескольких часов после этого лежал без сознания, возможно, из-за нервного срыва, который произошёл, когда она увидела, что Джейн Сеймур сидит у короля на коленях. Какими бы ни были причины, мертворождённый ребёнок мужского пола стал, по мнению посла Испании Эсташа Шапюи, началом конца королевского брака.
После выздоровления Анны Генрих заявил, что его принудили к браку против его воли посредством колдовства. Его новая возлюбленная Джейн Сеймур получила покои при дворе.

### Обвинение в измене
Историк Эрик Айвз считает, что падение и казнь Анны Болейн могли быть спланированы её бывшим союзником Томасом Кромвелем. Он ранее поддерживал Анну, разделяя её реформистские взгляды, однако всё чаще ощущал исходившую от неё угрозу его власти. Кроме того, Кромвель был одним из приближённых кардинала Томаса Уолси и был свидетелем его опалы. Опасаясь, что его постигнет та же участь, со временем Кромвель стал соперником Анны в борьбе за влияние на короля. Согласно заметкам имперского посла Эсташа Шапюи и его письмам к Карлу V, Кромвель также искал повод для свержения Анны, поскольку та спорила с ним из-за распределения конфискованных доходов церкви. По её мнению, доходы необходимо было вложить в благотворительность и развитие образования, и к тому же она поддерживала союз с Францией, тогда как Кромвель настаивал на сохранении денег в казне, с присвоением определённой доли себе, и на союзе с Карлом V.
Между тем ряд других историков не поддерживают данную версию. Чтобы убрать Анну и освободить дорогу к новому браку, королеву обвинили в государственной измене и в супружеской неверности королю, за что грозила смертная казнь. Любовниками были объявлены друзья королевы — Генри Норрис, Уильям Бреретон, Фрэнсис Уэстон, Марк Смитон и родной брат Анны — Джордж, виконт Рочфорд.
30 апреля 1536 года слуги короля арестовали и пытали музыканта Анны — Марка Смитона, который отрицал какую-либо связь с королевой, однако позже отказался от первых показаний и сознался (возможно, за обещание свободы), что был её любовником. Ещё один обвиняемый, Генри Норрис, был допрошен 1 мая 1536 Генрихом VIII, а 2 мая арестован. Поскольку был благородного происхождения, пыткам не подвергся. Утверждал, что королева невиновна. Два дня спустя арестовали сэра Френсиса Уэстона и Уильяма Бреретона, а также сэра Томаса Уайетта, которого, по слухам, связывали романтические отношения с королевой до её брака с королём. Томаса Уайетта спасло заступничество Томаса Кромвеля. Родной брат Анны, Джордж, был арестован по обвинению в инцесте с королевой и измене. 2 мая 1536 года Анна Болейн была арестована и доставлена в Тауэр. Она проследовала на лодке по тому же пути, что и при коронации, но на пути в Тауэр в лодке её сопровождал Томас Кромвель.
По версии биографов, Анна понимала, что процесс показательный, и была готова к смертному приговору. Уже после смерти Кромвеля в его бумагах нашли последнее письмо, написанное Анной королю 6 мая 1536 года из Тауэра, но так и не доставленное Генриху. В письме Анна заверяет короля в своей преданности, просит открытого и справедливого суда, который, безусловно, подтвердит её невиновность, умоляет освободить всех невиновных. Историки до сих пор спорят о подлинности документа и авторстве письма, оригинал которого не сохранился.
12 мая 1536 года четверо обвиненных мужчин предстали перед судом, Уэстон, Бреретон и Норрис публично заявили о своей невиновности и только Смитон после пыток признал себя виновным. 3 дня спустя Анна и Джордж Болейн по отдельности предстали перед жюри из 27 пэров. Анна была признана виновной в неверности, инцесте и государственной измене. Согласно Акту об измене Эдуарда III, неверность королевы признавалась формой государственной измены, поскольку угрожала правам на престол, и каралась казнью через повешение, потрошение и четвертование для мужчины и сожжение заживо для женщины. Генри Перси, 6-й граф Нортумберленд, бывший членом жюри, которое единогласно признало Анну виновной, после оглашения вердикта потерял сознание; через 8 месяцев он умер, не оставив наследников.
17 мая 1536 года Кранмер объявил о недействительности брака Анны и короля; в тот же день Джордж Болейн и остальные обвинённые были казнены.

### Последние часы перед казнью и гибель

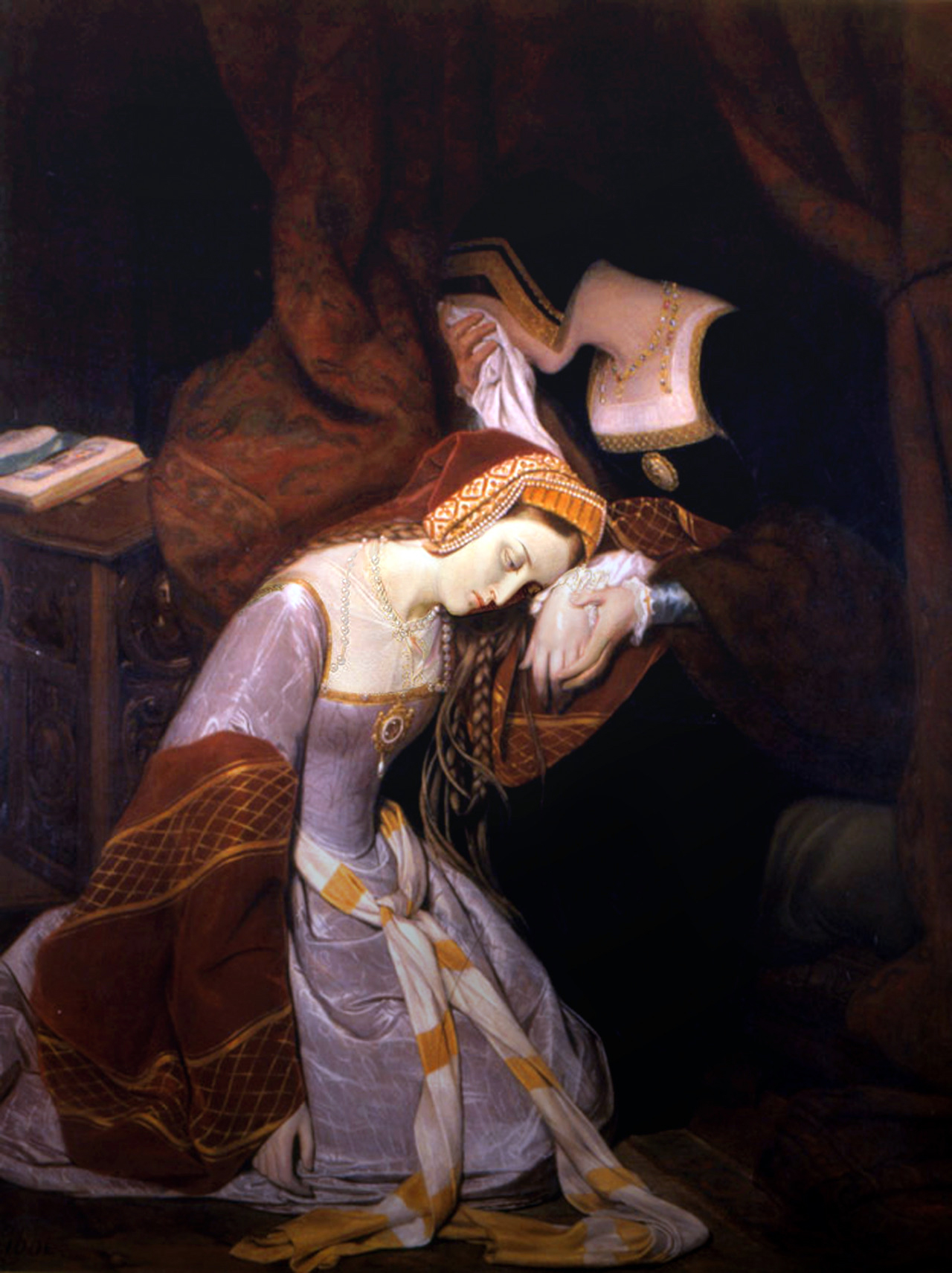
Анна Болейн в Лондонском Тауэре. Картина Эдуара Сибо, 1835 год

17 мая 1536 года Уильям Кингстон, констебль Тауэра, доложил, что Анна готова умереть. Генрих VIII заменил смертную казнь через сожжение на обезглавливание мечом, для чего был вызван опытный палач-мечник из города Сент-Омер, Франция.
Существует мнение, что в ожидании неминуемой гибели в заключении Анна сочинила поэму «О смерть, дай мне уснуть» (Oh Death, rock me asleep), однако авторство до сих пор спорно.
В пятницу, 19 мая 1536 года, незадолго до рассвета Анна в присутствии Кингстона прослушала мессу и поклялась, что никогда не изменяла королю, дважды повторив свою клятву до и после принятия Святого Причастия. Утром Анна Болейн в сопровождении двух фрейлин взошла на эшафот, возведённый напротив Белой Башни, и произнесла короткую речь. Мантию с горностаем сняли, волосы Анна забрала под койф. После краткого прощания с фрейлинами и молитвы она встала на колени, и одна из сопровождающих завязала ей глаза. Последними словами её были: «О, Господь, смилуйся надо мной… Христу я поручаю душу мою. Иисус, прими мою душу». Палач отрубил голову одним ударом. Свидетелями казни были Томас Кромвель, Чарльз Брэндон, 1-й герцог Саффолк, внебрачный сын короля Генри Фицрой, лорд-мэр Лондона и прочие члены королевского совета.
Анна Болейн была похоронена в безымянной могиле в часовне Святого Петра в оковах, где также были погребены и другие узники Тауэра — в частности, Томас Мор, Джон Фишер, Томас Кромвель, Кэтрин Говард, леди Джейн Грей. Останки Анны были обнаружены при реконструкции часовни в 1876 году во время правления королевы Виктории и обозначены мемориальной доской. Во время перезахоронения никаких изъянов, о которых писал Николас Сандлер, в частности, шести пальцев на руке, обнаружено не было.

## Признание
После коронации дочери Анны, королевы Елизаветы I, образ Анны был реабилитирован. Анна Болейн воспринималась как героиня английской Реформации, мученица, пострадавшая от заговора сторонников Марии Тюдор и её матери. По мнению Джона Фокса, Анна спасла Англию от дурного влияния католицизма, способствовала усилению власти монарха. Несмотря на неоднозначную оценку современников, Анна осталась в памяти как одна из самых влиятельных королев-консортов в истории Англии.

## Образ в искусстве

### Живопись
Оригиналов прижизненных портретов, не вызывающих сомнений у экспертов, не сохранилось. Между тем личность Анны и её отношения с королём Генрихом VIII стали темой для многих произведений живописи. Ряд портретов Анны Болейн хранятся в Национальной портретной галерее Лондона.

### Театр и опера
- Опера «Анна Болейн» (итал. Anna Bolena) 1830 года в двух актах итальянского композитора Гаэтано Доницетти на либретто Феличе Романи на основе пьесы Ипполито Пиндемонте «Генрих VIII, или Анна Болейн» и Алессандро Пеполи «Анна Болейн». Роль Анны Болейн исполняли Мария Каллас, Беверли Силлс, Анна Нетребко, Монсеррат Кабалье и другие;
- Пьеса «Тысяча дней Анны Болейн» американского драматурга Максвелла Андерсона 1948 года;
- Опера «Королевские игры» — постановка московского театра Ленком по мотивам пьесы Максвелла Андерсона «1000 дней Анны Болейн», 1995 год. Режиссёр-постановщик — Марк Захаров;
- Спектакль «Анна Болейн»[англ.] 2010 года по пьесе Говарда Бретона (Howard Brenton) театра «Шекспировский „Глобус“»[109].

### Кинематограф
- 1912 — короткий фильм о кардинале Уолси, где Анну сыграла Клара Кимболл Янг;
- 1920 — фильм «Анна Болейн» немецкого мастера немого кино — Эрнста Любича. В фильме главную роль сыграла звезда немого кино Хенни Портен, роль короля — Эмиль Яннингс;
- 1933 — мелодрама Александра Корды «Частная жизнь Генриха VIII», где в роли Анны выступила актриса Мерл Оберон, а роль Генриха VIII исполнил Чарльз Лоутон;
- 1953 — «Малышка Бесс» о жизни Елизаветы I, Анну сыграла Элейн Стюарт;
- 1966 — фильм «Человек на все времена», посвященным трагической судьбе Томаса Мора, роль Анны исполнила Ванесса Редгрейв;
- 1969 — фильм «Тысяча дней Анны» (Великобритания), где Женевьев Бюжо (Анна) сыграла в дуэте с Ричардом Бёртоном (Генрих VIII);
- 1970 — «Генрих VIII и его шесть жён» мини-сериал с Дороти Тьютин[англ.] в роли Анны;
- 1972 — в Голливуде был снят грандиозный «костюмированный» фильм «Генрих VIII и его шесть жён» (англ. «Henry VIII and His Six Wives»), где роль Анны сыграла Шарлотта Рэмплинг;
- 2003 — двухсерийный фильм «Генрих VIII», в котором роль Анны Болейн исполнила Хелена Бонэм Картер;
- 2003 — необычный по композиции британский фильм «Ещё одна из рода Болейн» 2003 года повествует о соперничестве двух сестёр за место подле короля. Удивительны и акценты фильма: хитрая и коварная дурнушка Анна (Джоди Мэй) противопоставляется простодушной красавице Марии (Наташа Макэлхон);
- 2007 — телесериал «Тюдоры», в котором рассказывается о периоде правления короля Генриха VIII. Сюжет первых двух сезонов основывается на любовной истории Анны Болейн и молодого Генриха VIII. Роль Анны исполняет Натали Дормер, в роли Генриха VIII — Джонатан Рис-Майерс[110];
- Повторная экранизация под названием «Ещё одна из рода Болейн» состоялась в 2008 году — со Скарлетт Йоханссон и Натали Портман в ролях Марии и Анны соответственно. Фильм смог получить достаточно большое признание, однако историческая достоверность событий была почти полностью утрачена;
- 2015 — мини-сериал «Волчий зал» канала BBC Two по романам британской писательницы Хилари Мэнтел «Вулфхолл» и «Введите обвиняемых», двух частей трилогии о Томасе Кромвеле. Анну Болейн сыграла Клэр Фой. Марк Райлэнс в роли Томаса Кромвеля, Дэмиэн Льюис в роли Генриха VIII;
- 2021 — мини-сериал «Анна Болейн» с темнокожей актрисой Джоди Тёрнер-Смит в роли Анны.

### Музыка
- 1973 — «Anne Boleyn», пятый трек второго студийного альбома английского клавишника Рика Уэйкмана «The Six Wives of Henry VIII» (с англ. — «Шесть жён Генриха VIII»).